# Al Palmer
Pour les articles homonymes, voir Palmer.
Alan Douglas "Al" Palmer  (Montréal, 18 mars 1913 - Montréal, 28 mars 1971) était un journaliste et chroniqueur montréalais.
Al Palmer amorce sa carrière journalistique, à Montréal, au début des années 1930, couvrant des événements sportifs.
Durant la Seconde Guerre mondiale, il s’engage dans l'armée canadienne pendant cinq ans, terminant sa carrière militaire en tant que journaliste pour l'armée.

## Carrière journalistique
Après la guerre, il devient journaliste policier au Montreal Herald avant d'y obtenir sa propre chronique Man About Town, dont le thème est Montréal. Il devient alors l'un des spécialistes les plus respectés de la scène montréalaise. Il couvre également les activités reliées aux cabarets montréalais dans une chronique appelée Cabaret Circuit. Il deviendra pendant près de 15 ans, le chroniqueur des nuits montréalaises.
Il est très proche des artistes, des gérants et des propriétaires de cabarets de Montréal. On lui connaît une relation avec la grande vedette de l'époque, Lili St-Cyr.
En 1946, Palmer et Ted McCormick, un autre journaliste du Herald, obtiendront en primeur la confession de Louis Bercovitch (alias Joe Miller), assassin du chef mafieux Harry Davis,.
À la disparition du Montreal Herald en 1957, il passe à l'emploi du journal The Gazette, couvrant d'abord les événements policiers. Al Palmer écrira une autre chronique populaire sur Montréal intitulée Our Town. Parallèlement à sa carrière journalistique, Al Palmer écrira deux livres, Sugar-Puss et Montreal Confidential qui illustreront sa grande passion pour Montréal.
Palmer sera également connu pour sa couverture médiatique du projet de Loi 34 qui réforme la vente et la distribution de boissons alcoolisées par le biais de la Régie des alcools en 1961.

## Œuvres
- Montreal Confidential: The Low down on the Big Town!, Toronto, Export Publishing Enterprises, (1950)
- Sugar-Puss on Dorchester Street, Toronto, Export Publishing Enterprises (1949)

### Sources
- Weintraub, W., City Unique : Montreal Days and Nights in the 1940s and 1950s, Toronto, Robin Brass Studio, 2004,
- Fonds Al Palmer de l'Université Concordia